# Хантер, Пол
Пол А́лан Ха́нтер (англ. Paul Alan Hunter; 14 октября 1978 — 9 октября 2006) — английский профессиональный снукерист, полуфиналист чемпионата мира 2003, победитель трёх турниров Мастерс (2001, 2002, 2004), British Open (2002) и двух Открытых чемпионатов Уэльса (1998, 2002).
За привлекательную внешность и яркий стиль игры получил прозвище «Бекхэм сукна». Обозреватель The Times писал, что Хантер, как и бывший капитан сборной Англии по футболу, открыл свой вид спорта для совершенно новой аудитории. 9 октября 2006 года он умер от нейроэндокринной опухоли, не дожив пяти дней до 28 лет. В память о Хантере в 2007 году турнир German Open был переименован в Paul Hunter Classic.

## Биография и карьера

### Начало карьеры
Пол Хантер родился в английском городе Лидс, графство Йоркшир. С детства Пол увлекался снукером и проводил много часов за снукерным столом. Когда Полу было 12 лет, он уже стал успешным игроком среди юниоров. Высшими достижениями Пола Хантера в качестве любителя стали финал британского чемпионата для игроков не старше 18 лет, где он проиграл Стивену Ли, и победа в турнире «Pontins Star of the Future» для игроков не старше 16 лет. Также Хантер имел два звания победителя турнира «Leicester Junior Open». Благодаря таким профессионалам, как Джимми Мики и Джо Джонсон, в июле 1995 года вошёл в профессиональный спорт. Четыре месяца спустя он произвёл сенсацию на чемпионате Великобритании, победив Алана Макмануса, шестого в табели о рангах со счётом 9:4. Он вышел в полуфинал турнира Regal Welsh Open, где стал самым молодым участником, игравшим на этой стадии, обыграв в четвертьфинале Стивена Хендри, находящегося в то время на пике своей формы.
Два попадания в 1/16 финала других турниров позволили ему после первого же сезона занять 78 строчку профессионального рейтинга, что до этого удавалось лишь небольшой группе игроков. В следующем сезоне он сыграл в четвертьфинале чемпионата Великобритании и занял 43 место в рейтинге.

### Первая победа
В сезоне 1997/98 Хантер, войдя в 32 лучших на турнире Гран-при, прибыл в Ньюпорт на Regal Welsh Open, где год назад показал свой лучший результат в карьере. На этот раз он превзошёл самого себя. Он последовательно обыграл Стива Дэвиса 5:3, Найджела Бонда 5:4, Алана Макмануса 5:3 и Питера Эбдона 6:1 и вышел в финал, где встретился с Джоном Хиггинсом, которого обыграл 9:5, завоевав свой первый профессиональный титул и чек на £60 000. В финале Хантер сделал три сенчури брейка (108, 116 и 127). Сначала он проигрывал со счётом 2:4, но затем догнал соперника и выиграл титул. Далее последовал выход в 1/16 на турнире Regal Scottish и подъём в мировом рейтинге на 24 место. В 1998 году Хантер вышел в полуфинал Liverpool Victoria UK Championship, после чего Ассоциация пишущих о снукере назвала его «Молодым игроком года».

### Сезоны 1998/99и1999/00
На чемпионате мира Хантер появился в первый раз в 1999 году, но сразу же проиграл со счётом 8:10 Стивену Хендри, который впоследствии стал чемпионом мира. В табели о рангах сезона 1999/2000 годов занял строчку номер 12.
По итогам следующего сезона он опустился на 14 место рейтинга.
Затем он вновь укрепил свои позиции и вышел в финал Welsh Open, но не смог выиграть у Кена Доэрти. Играл также в полуфиналах British Open, Scottish Open, в 1/4 финала на Гран-при и China Open.

### Победа на Masters
В 2001 году, на турнире Benson & Hedges Masters Хантер обыграл своего друга Мэттью Стивенса со счётом 6:5 в 1/8 финала, Питера Эбдона 6:3 в 1/4 финала и Стивена Хендри 6:4 в полуфинале В финале он встретился с ирландцем Фергалом О’Брайеном. Проигрывая после первой сессии 2:6, Пол совершил фантастический рывок, установив рекорд в 4 сенчури-брейка в шести партиях, и свёл выяснение победителя к решающей партии, которую выиграл уже за полночь. К своему титулу он добавил приз за наивысший брейк турнира и отправился домой с чеком на £185,000.. На конец сезона он оказался на 9-м месте в рейтинге.
Двенадцать месяцев спустя, в 2002 году, Пол Хантер снова завоевал титул победителя Мастерс. В 1/8 финала он обыграл Стивена Ли, затем победил Питера Эбдона и Алана Макмануса, а в финале обыграл Марка Уильямса со счётом 10:9. Он стал третьим игроком в истории турнира после Клиффа Торбурна и Стивена Хендри, кому удавалось выиграть Мастерс два раза подряд. В том же году на British Open Пол Хантер завоевал очередной титул, обыграв в финале Иана Маккалоха со счётом 9:4.

### Пик карьеры
На чемпионате мира 2003 года Хантер обыграл Алистера Картера 10:5, Мэттью Стивенса 13:6, Питера Эбдона, защищавшего титул, 13:12. В полуфинале Хантер играл с Кеном Доэрти. Он выигрывал со счётом 15:9, но в итоге уступил 16:17. Тем не менее, полуфинал чемпионата мира и победа на British Open подняли его на четвёртое место в рейтинге.
Наилучшим достижением игрока в сезоне 2003/2004 стала победа на Mастерс. Так, он победил в финале этого турнира Ронни О'Салливана. Проигрывая по ходу матча 2:7, он победил со счётом 10:9. В течение матча Хантер сделал 5 сенчури брейков. Также он выиграл нерейтинговый турнир German Open, который после смерти Хантера с 2007 стал носить его имя — Paul Hunter Classic.

### Болезнь
Сезон 2004/05 стал полным разочарованием для Хантера, позже было объявлено, что у Хантера был обнаружен рак. Сразу после чемпионата мира, где он проиграл в первом же матче Майклу Холту, он начал курс химиотерапии. Но 9 октября 2006 года он умер в возрасте 27 лет. На похоронах Хантера присутствовали многие известные снукеристы — близкие друзья Мэттью Стивенс, Ронни О'Салливан и Джимми Уайт, а также Алекс Хиггинс.

## Достижения
Сезон 1995/96
- 1/16 финала — Royal Liver Assurance UK Championship 1995
- полуфинал — Regal Welsh Open 1996

Сезон 1996/97
- 1/16 финала — European Open 1996
- 1/4 финала — UK Championship 1996
- 1/16 финала — Singha And Eagle Cement Thailand Open 1997

Сезон 1997/98
- 1/8 финала — Grand Prix 1997
- Победитель — Regal Welsh Open 1998
- 1/8 финала — Regal Scottish Open 1998

Сезон 1998/99
- 1/8 финала — Regal Scottish Masters 1998
- полуфинал — Liverpool Victoria UK Championship 1998
- 1/8 финала — Irish Masters 1998
- 1/4 финала — Regal Scottish Open 1999
- 1/8 финала — British Open 1999

Сезон 1999/00
- 1/8 финала — Grand Prix 1999
- 1/8 финала — Regal Welsh Open 2000
- 1/8 финала — Benson & Hedges Masters 2000
- полуфинал — British Open 2000

Сезон 2000/01
- 1/4 финала — Grand Prix 2000
- 1/4 финала — China Open 2000
- финал — Regal Welsh Open 2001
- Победитель — Benson & Hedges Masters 2001
- полуфинал — Regal Scottish Open 2001
- 1/8 финала — Чемпионат мира 2001

Сезон 2001/02
- 1/8 финала — Regal Scottish Masters 2001
- 1/8 финала — LG Cup 2001
- 1/8 финала — UK Championship 2001
- Победитель — Regal Welsh Open 2002
- Победитель — Benson & Hedges Masters 2002
- 1/8 финала — China Open 2002
- 1/8 финала — Singha Thailand Masters 2002
- 1/8 финала — Citywest Irish Masters 2002

Сезон 2002/03
- 1/4 финала — Regal Scottish Masters 2002
- 1/4 финала — LG Cup 2002
- Победитель — British Open 2002
- 1/8 финала — Чемпионат Великобритании 2002
- полуфинал — Regal Welsh Open 2003
- полуфинал — Benson & Hedges Masters 2003
- 1/4 финала — European Open 2003
- полуфинал — Citywest Hotel Irish Masters 2003
- полуфинал — Чемпионат мира 2003

Сезон 2003/04
- 1/8 финала — LG Cup 2003
- 1/4 финала — British Open 2003
- 1/4 финала — Travis Perkins UK Championship 2003
- 1/4 финала — Welsh Open 2004
- Победитель — German Open 2004
- Победитель — Masters 2004
- 1/8 финала — European Open 2004
- 1/8 финала — Citywest Irish Masters 2004
- финал — Players Championship 2004
- 1/8 финала — Чемпионат мира 2004

Сезон 2004/05
- полуфинал — Totesport Grand Prix 2004
- 1/8 финала — Travis Perkins UK Championship 2004
- 1/8 финала — Riley Club Masters 2005
- 1/8 финала — Failte Ireland Irish Masters 2005
- 1/4 финала — China Open 2005

Сезон 2005/06
- полуфинал — Pot Black Cup 2005
- 1/8 финала — Travis Perkins UK Championship 2005
- 1/8 финала — Saga Insurance Masters 2006
- 1/16 финала — Чемпионат мира 2006

- На некоторых турнирах, например, London Masters, за серию больше 50 очков перечисляют 50 фунтов стерлингов в фонд Пола Хантера